# Rattus pococki
Rattus pococki is een rat die voorkomt op 1500 tot 2000 m hoogte in de Centrale Cordillera van Irian Jaya. Deze soort is nauw verwant aan R. niobe in het oosten en R. arrogans in het westen, maar verschilt van R. arrogans door zijn donkerdere vacht en kleinere grootte en van R. niobe doordat hij iets groter is en de vacht wat donkerder. Voor Musser & Carleton (2005) was het genoeg om deze rat als een aparte soort te zien.